# Echeveria goldmanii
Echeveria goldmanii är en fetbladsväxtart som beskrevs av Joseph Nelson Rose. Echeveria goldmanii ingår i släktet Echeveria och familjen fetbladsväxter. Inga underarter finns listade i Catalogue of Life.